# Wooah
Wooah (Koreanisch 우아!; in Großbuchstaben geschrieben; früher bekannt als woo!ah!) ist eine südkoreanische Girlgroup, die von NV Entertainment (jetzt SSQ Entertainment) gegründet wurde und aus den Mitgliedern Nana, Wooyeon, Sora, Lucy und Minseo besteht. Die Gruppe debütierte am 13. Mai 2020. Die Gruppe bestand ursprünglich aus sechs Mitgliedern, aber Songyee verließ die Gruppe im August 2020 aus persönlichen Gründen.

## Geschichte
Am 20. März 2020 hat die Girlgroup woo!ah! wurde angekündigt und es wurde bekannt gegeben, dass es von NV Entertainment-Direktor Han Ji-seok und CEO Kim Kyu-sang produziert wird. Han ist ein internationaler Experte der Unterhaltungsindustrie und hat bei SM Entertainment und Kakao M gearbeitet. Kim hingegen ist Kreativdirektor und hat viele ikonische koreanische Künstler produziert und gemanagt.

### 2020: Debüt und Mitgliederausstieg
Am 24. April wurde der Veröffentlichungsplan für das Debütalbum der Band, Exclamation, veröffentlicht. Anschließend wurden Teaser in Form von einzelnen Bildern und Filmen für die Mitglieder enthüllt. Die Gruppe debütierte am 13. Mai auf einer Pressekonferenz in der Spigen Hall in Gangnam. Allerdings sind die Veröffentlichungen des Single-Albums Exclamation und des Musikvideos zum Titeltrack „woo!ah!“ wurde auf den 15. Mai verschoben, um dank der Verbesserungen in beiden Versionen eine versiertere Gruppe präsentieren zu können.
Am 14. August gab NV Entertainment bekannt, dass Songyee die Gruppe aus persönlichen Gründen verlassen würde.
Am 24. November kehrte die Gruppe mit ihrer zweiten Single Qurious zurück. Die Band hielt am Tag vor der Veröffentlichung eine Pressekonferenz und ein Showcase ab.

### 2021–2023: Veröffentlichungen
Am 7. Mai 2021 kündigte ein in den sozialen Medien der Gruppe veröffentlichtes Teaserfoto ihre Rückkehr mit ihrem dritten Single-Album Wish an. Das Album wurde am 27. Mai mit „Purple“ als Titelsong veröffentlicht.
Am 4. Januar 2022 veröffentlichte die Gruppe ihre erste Single mit dem Titel „Catch the Stars“. Am 9. Juni 2022 veröffentlichte die Gruppe ihr erstes Minialbum Joy mit dem Titeltrack Danger. Die vorherige Single der Band, „Catch the Stars“, war ebenfalls auf der EP enthalten.
Am 16. November 2022 veröffentlichte die Band ihr viertes Single-Album Pit-a-Pat mit dem Titeltrack „Rollercoaster“.
Die Mitglieder Nana und Wooyeon haben an Mnets „Queendom Puzzle“ teilgenommen. Nana belegte den 2. Platz und gehörte damit zur endgültigen Aufstellung von EL7Z UP, während Wooyeon den 9. Platz belegte.

### 2024–heute: Namensänderung des Labels und Veröffentlichungen
Am 1. Januar 2024 änderte NV Entertainment seinen Namen in SSQ Entertainment. Am 27. März wurde bekannt gegeben, dass die Gruppe im April ihr Comeback geben würde. Später wurde bestätigt, dass die Gruppe am 8. April mit ihrer zweiten Single „BLUSH“, komponiert von Ryan S. Jhun, ihr Comeback feiern würde.
Am 5. April 2024 änderten sich die Social-Media-Konten der Gruppe von woo!ah! für wooah. Am 8. April wurde das Musikvideo zu „Blush“ veröffentlicht.
Am 24. Mai wurde bestätigt, dass die Band im Juni mit einem neuen Album zurückkehren würde. Am 31. Mai gab SSQ bekannt, dass wooah am 17. Juni ihr zweites Mini-Album Unframed veröffentlichen würden. Am 4. Juni veröffentlichte die Gruppe einen Werbeplan für das Album. Am 17. Juni feierte die Gruppe ihr Comeback mit der Veröffentlichung der EP Unframed mit dem Titelsong „Pom Pom Pom“.

## Mitglieder
| Künstlername | Künstlername | Geburtsname    | Geburtsname | Geburtsdatum     | Land     |
| Romanisiert  | Hangul       | Romanisiert    | Hangul      | Geburtsdatum     | Land     |
| ------------ | ------------ | -------------- | ----------- | ---------------- | -------- |
| Nana         | 나나         | Kwon Na Yeon   | 권나연      | 9. März 2001     | Südkorea |
| Wooyeon      | 우연         | Park Jin Kyung | 박진경      | 11. Februar 2003 | Südkorea |
| Sora         | 소라         | Sakata Sora    | 坂田そら    | 30. August 2003  | Japan    |
| Lucy         | 루시         | Kim Da Eun     | 김다은      | 9. April 2004    | Südkorea |
| Minseo       | 민서         | Kim Min Seo    | 김민서      | 12. August 2004  | Südkorea |

### Ehemalige Mitglieder
| Künstlername | Künstlername | Geburtsname   | Geburtsname | Geburtsdatum       | Land     | Abreisedatum    |
| Romanisiert  | Koreanisch   | Romanisiert   | Koreanisch  | Geburtsdatum       | Land     | Abreisedatum    |
| ------------ | ------------ | ------------- | ----------- | ------------------ | -------- | --------------- |
| Songyee      | 송이         | Park Song Yee | 박송이      | 25. September 2004 | Südkorea | 14. August 2020 |